# Neuendorf-Sachsenbande
Neuendorf-Sachsenbande (niederdeutsch Neendörp-Sachsenbann) ist eine Gemeinde im Kreis Steinburg in Schleswig-Holstein in der Wilstermarsch.

## Geographie und Verkehr

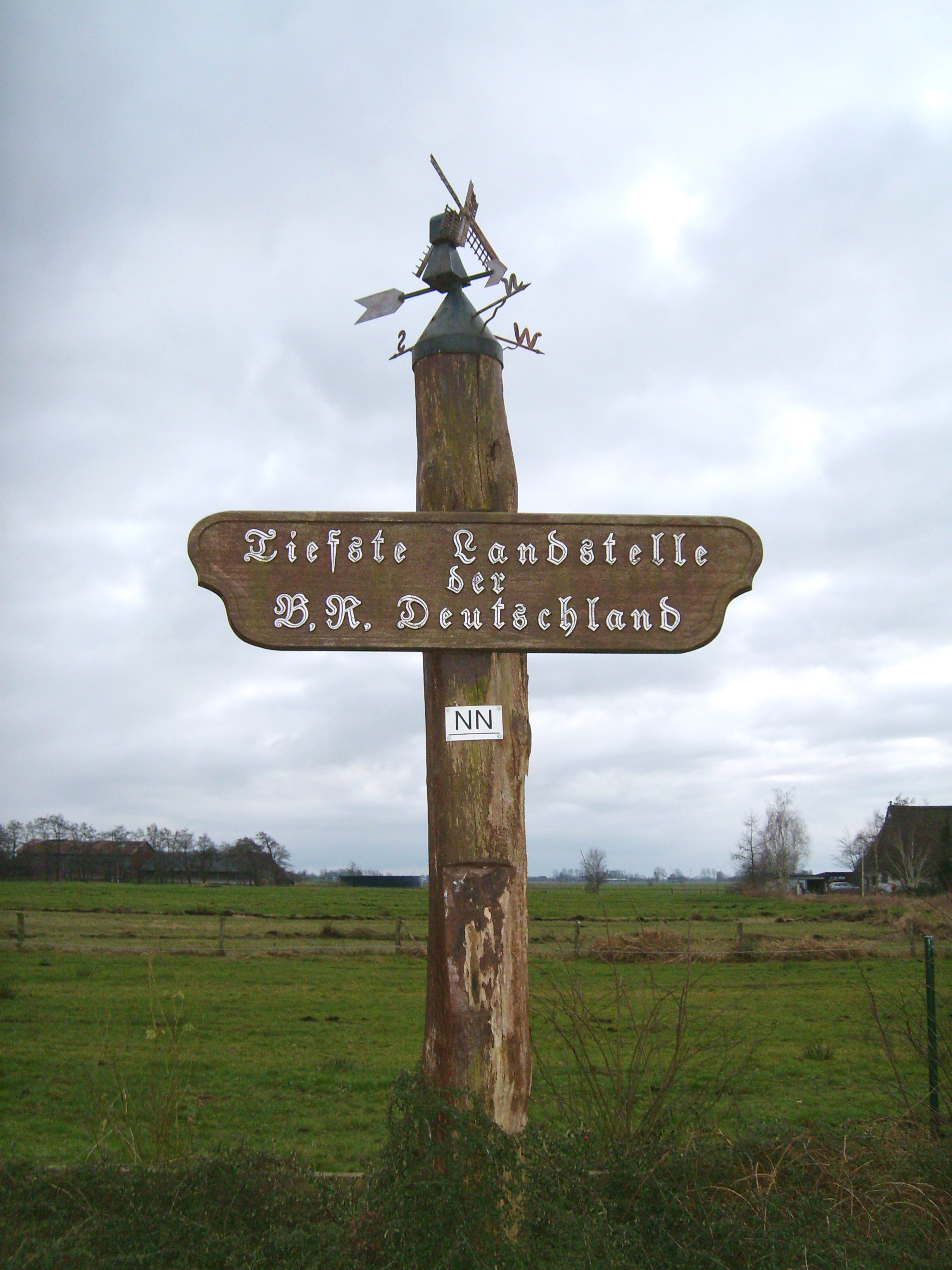
Die tiefste natürlich entstandene Landstelle Deutschlands (Neuendorf-Sachsenbande 3,54 m unter Normalnull). Der Normalnullmarker findet sich knapp unter der größeren Schrifttafel.

Die 1931 ha große Gemeinde liegt nordwestlich der Stadt Wilster im Kreis Steinburg. Durch die Gemeinde fließt die Wilster Au.

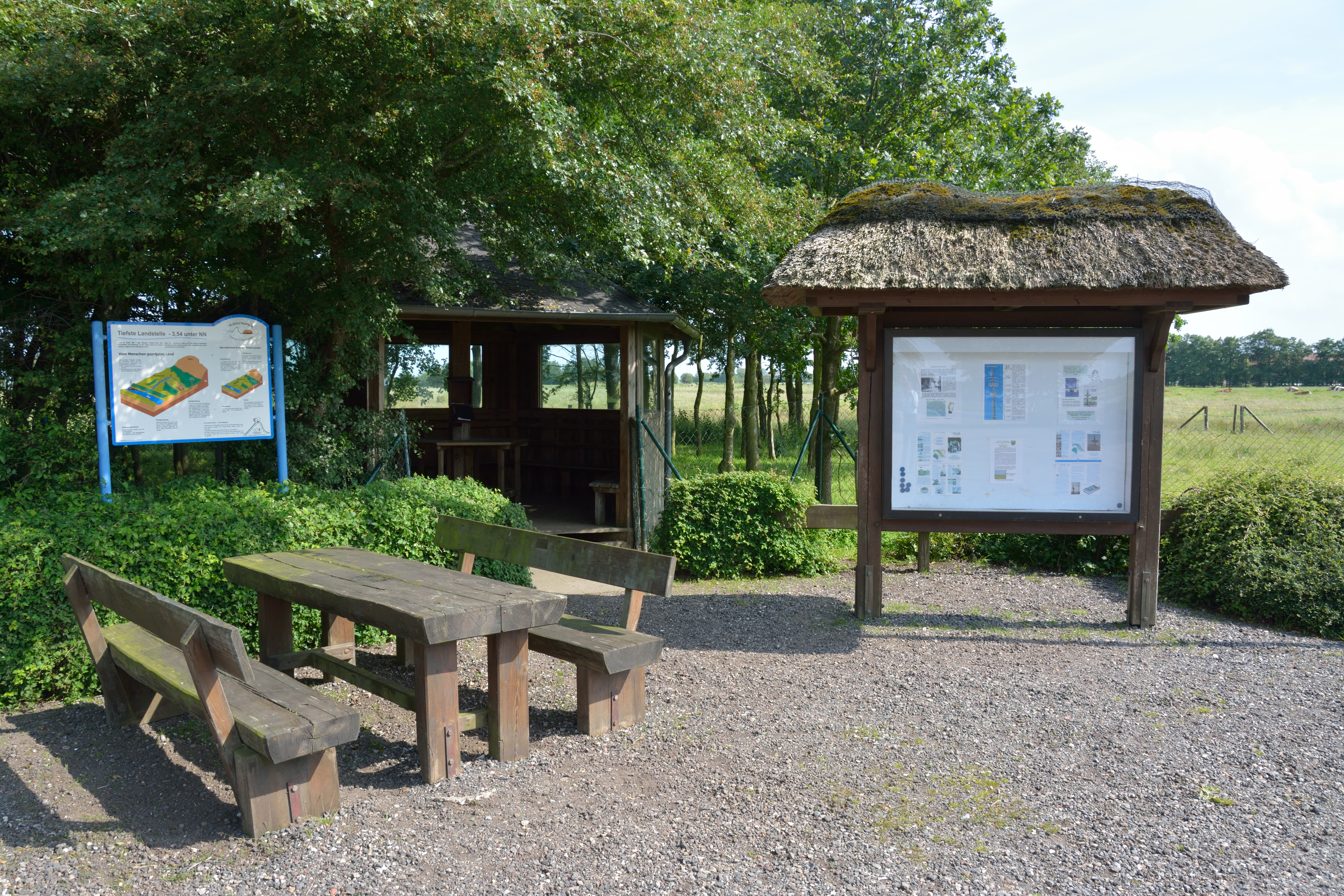
Die tiefste natürliche Landstelle Deutschlands

Im Ortsteil Neuendorf befindet sich die mit 3,54 m unter NHN tiefstgelegene begehbare natürliche Senke Deutschlands bei 53° 57′ 48,2″ N, 9° 19′ 4,6″ O. Bis 1988 galt die Senke im ehemaligen Freepsumer Meer als tiefste natürliche Landstelle. Als tiefste künstliche Senke Deutschlands gilt die Sohle des Tagebaus Hambach in Nordrhein-Westfalen mit 299 m unter NHN.

## Geschichte

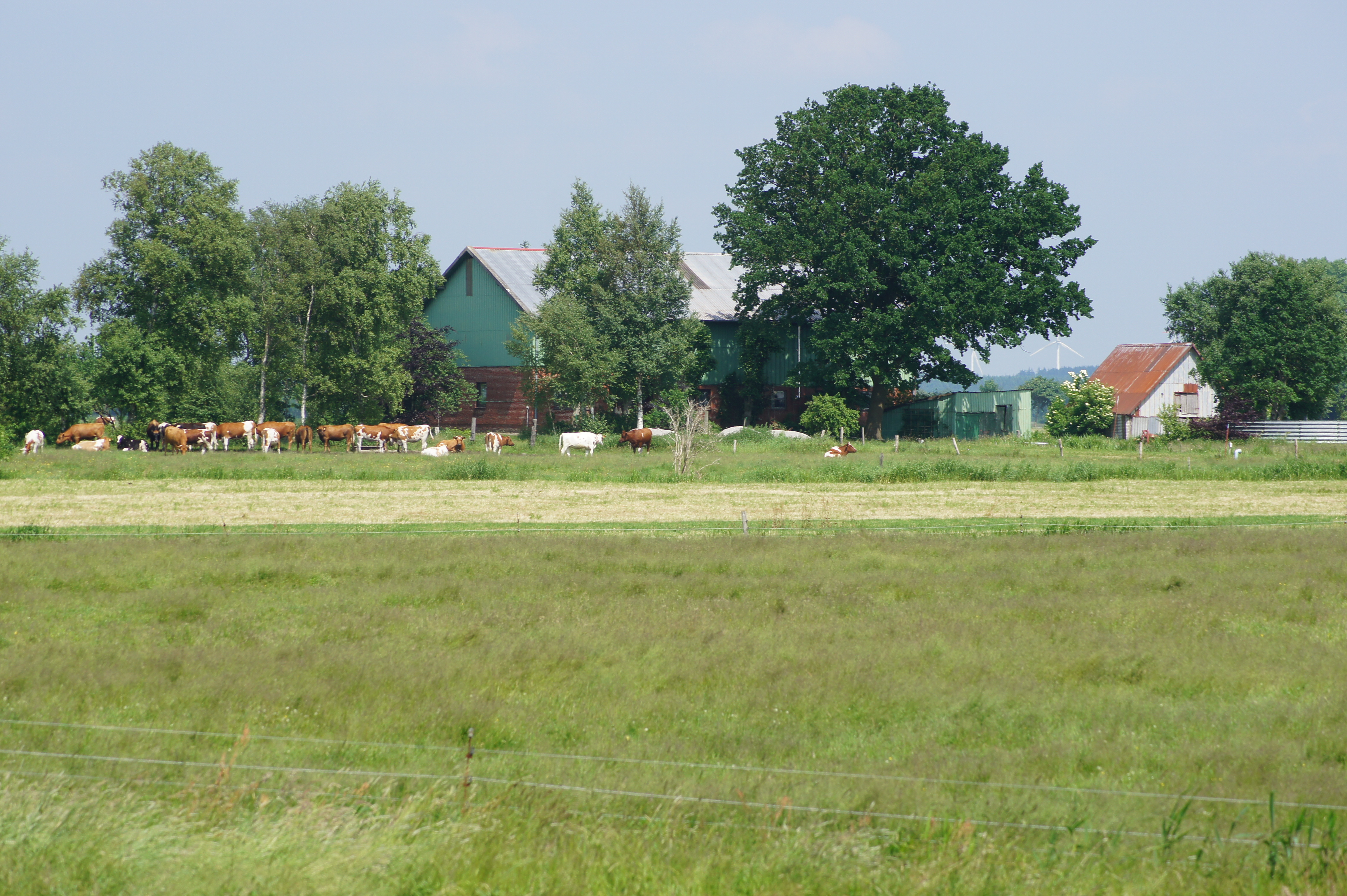
Bauernhof in Sachsenbande

Am 1. Januar 2003 erfolgte die Zusammenlegung der Gemeinden Neuendorf bei Wilster und Sachsenbande zur Gemeinde Bredensee. Diese wurde am 15. April 2003 in Neuendorf-Sachsenbande umbenannt. Zur Gemeinde gehören die Ortsteile Achterhörn, Averfleth, Goldbogen, Hackeboe, Hinter-Neuendorf, Krützfleth, Sachsenbande und Vorder-Neuendorf.

## Politik

### Gemeindevertretung
Bei der Kommunalwahl am 14. Mai 2023 wurden insgesamt neun Sitze vergeben. Von diesen erhielt die Aktive Bürgervereinigung fünf Sitze und die CDU erhielt vier Sitze.

## Wappen
Blasonierung: „In Grün zwischen blau-silbernem Wellenschildhaupt und schmalem silbernen Schildfußbord ein durchgehender goldener Kreuzknoten, darunter ein schräggestelltes silbernes Flügelkreuz einer Windmühle.“
Die beiden miteinander verbundenen Seile symbolisieren die Gemeindezusammenlegung. Die Gemeinde liegt im Norden des Naturraumes Wilstermarsch im Übergangsbereich zum Naturraum Kudenseer Moor. Mit den silbernen und blauen Wellenfäden im Schildhaupt und der abstrahierten Senke im Schildfuß soll auf diese topografische Besonderheit hingewiesen werden. Der blaue Wellenfaden symbolisiert zugleich die Wilster Au. Die silbernen Mühlenflügel sollen an die landschaftstypischen Schöpfmühlen und somit an die historische Entwässerungstechnik erinnern, mit deren Hilfe diese charakteristische Marschenlandschaft nach deren Eindeichung trockengelegt und landwirtschaftlich nutzbar gemacht wurde.

## Wirtschaft
Das Gemeindegebiet ist überwiegend landwirtschaftlich geprägt. Es gibt aber außerdem 30 kleinere Gewerbebetriebe in der Gemeinde.